# Sergio Mariotti
Sergio Mariotti (Florència, 10 d'agost de 1946), és un jugador d'escacs italià, campió nacional del seu país, i que té el títol de Gran Mestre des de 1974.
A la llista d'Elo de la FIDE del desembre de 2019, hi tenia un Elo de 2278 punts, cosa que en feia el jugador número 81 (en actiu) d'Itàlia. El seu màxim Elo dels darrers 22 anys va ser de 2450 punts, a la llista de juliol de 1990 (posició 456 al rànquing mundial).

## Resultats destacats en competició
Fou campió júnior d'Itàlia el 1965 a Torí, i el 1969, a San Benedetto del Tronto, aconseguí ser Campió Italià absolut, un èxit que repetí posteriorment el 1971. El 1971 assolí un dels seus més grans èxits en torneig, quan acabà segon a Venècia (darrere de Walter Browne però per davant de Vlastimil Hort, Lubomir Kavalek i Svetozar Gligorić).
Mariotti va representar el seu país a les Olimpíades d'escacs de 1972, 1974, 1986 i 1988. A l'Olimpíada de Niça de 1974, hi va obtenir un èxit doble. Un percentatge del 73,7% (+12 =4 −3) al primer tauler, li va permetre d'obtenir una medalla de bronze individual (rere Kàrpov i Delgado, empatat amb Torre) i també assegurar-se la seva definitiva norma de Gran Mestre. Com que cap italià abans que ell no havia assolit el títol de GM, va esdevenir una gran celebritat al país quan el títol li va ser atorgat l'any següent. Més o menys en aquella època, la revista British Chess Magazine li va posar de renom "The Italian Fury" (la fúria italiana), degut principalment a la seva formidable col·lecció de victòries en torneig, i també pel seu estil de joc tàctic i emprenedor.
Va obtenir la victòria en molts torneig, incloent-hi Nàpols 1968, La Spezia 1969, Nàpols 1969, Reggio Emilia 1970, San Benedetto 1970, Bari 1971, Torneig Zonal de Caorle 1975 i Rovigo 1976.
La seva elecció d'obertures sovint girava al voltant de la defensa siciliana i la Ruy López, on se sentia còmode amb qualsevol color. Ocasionalment, els seus admiradors podien gaudir amb obertures romàntiques antiquades com el gambit Evans o el contragambit Albin, que li reportaven uns sorprenents èxits.
La seva carrera d'escacs continuà de manera positiva uns quants anys i acabà empatat al 10è lloc (amb Spassky, Uhlmann i Gheorghiu) al prestigiós Interzonal de Manila de 1976, tot i que aquest resultat fou insuficient per avançar a la fase de Candidats. Al torneig Zonal de Praia da Rocha de 1978, hi acabà quart, fora dels llocs classificatoris per l'Interzonal. Va vèncer també a Lugano el 1979.
Mariotti esdevingué assessor per a un editor italià i treballà per la Federació Italiana d'Escacs (FSI), de la qual fou el President entre 1994 i 1996. Dins els actes preparatoris de l'Olimpíada de Torí de 2006, jugà una partida via web contra la 'Resta del Món' i vencé en 48 moviments.

## Partides notables
Sergio Mariotti contra la Resta del Món, 2006 - Obertura Ruy López
1.e4 e5 2.Nf3 Nc6 3.Bb5 a6 4.Ba4 Nf6 5.0-0 Be7 6.Re1 b5 7.Bb3 0-0 8.h3 Bb7 9.d3 d6 10.a3 Na5 11.Ba2 c5 12.Nbd2 Nc6 13.Nf1 Bc8 14.c3 Be6 15.Bxe6 fxe6 16.b4 d5 17.exd5 exd5 18.Nxe5 Nxe5 19.Rxe5 Bd6 20.Re2 Qc7 21.Bg5 h6 22.Bxf6 Rxf6 23.Ne3 Qf7 24.d4 c4 25.a4 Rf8 26.axb5 axb5 27.Ng4 Re6 28.Rxe6 Qxe6 29.Qe1 Qf5 30.Ra6 Bf4 31.Rb6 Qd7 32.Ne5 Re8 33.Rb8 Bxe5 34.Qxe5 Rxb8 35.Qxb8+ Kh7 36.Qe5 g6 37.Kh2 h5 38.Kg3 Qf7 39.f4 Qd7 40.Kf3 Qf7 41.g4 hxg4+ 42.hxg4 Qd7 43.f5 Qf7 44.f6 Kg8 45.Kf4 Kh7 46.Qe7 Kg8 47.Qxf7+ Kxf7 48.Kg5 1-0